# Amanda Donohoe
Amanda Donohoe (* 29. Juni 1962 in London) ist eine britische Schauspielerin und Golden-Globe-Preisträgerin.

## Karriere
Donohoe spielte zunächst im britischen Fernsehen; 1986 debütierte sie in Castaway – Die Insel unter der Regie von Nicolas Roeg auch im Spielfilm. Sie arbeitete mehrfach mit Ken Russell zusammen. Seit Ende der 1980er-Jahre ist sie auch in US-amerikanischen Filmen und Serien zu sehen. Neben ihrer Filmarbeit ist sie in England häufig an Theatern tätig.

## Filmografie (Auswahl)
- 1986: Castaway – Die Insel (Castaway)
- 1988: Der Biss der Schlangenfrau (The Lair of the White Worm)
- 1988: Death and Desire (Diamond Skulls)
- 1989: Der Regenbogen (The Rainbow)
- 1989: Vorsicht Arzt (Paper Mask)
- 1991: Das sechste Gebot (The Laughter of God)
- 1990–1992: L.A. Law – Staranwälte, Tricks, Prozesse (L.A. Law, Fernsehserie, 41 Episoden)
- 1993: Die Wahrheit führt zum Tod (The Substitute)
- 1993: Anleitung zum Ehebruch (A Woman’s Guide to Adultery)
- 1994: King George – Ein Königreich für mehr Verstand (The Madness of King George)
- 1997: One Night Stand
- 1997: Der Dummschwätzer (Liar Liar)
- 1998: Ein Ritter in Camelot (A Knight in Camelot)
- 2000: Aufs Spiel gesetzt (Rock the Boat)
- 2000: Glory Glory
- 2000: Circus
- 2000: Am Anfang (In the Beginning, Fernsehfilm)
- 2000: Wild About Harry
- 2004–2006: Murder City (Fernsehserie, 10 Episoden)
- 2008: Starship Troopers 3: Marauder
- 2009–2011: Emmerdale (Fernsehserie, 272 Episoden)
- 2011: The Last Belle (Kurzfilm, Stimme)
- 2021: Prinzessinnentausch 3: Auf der Jagd nach dem Stern (The Princess Switch 3: Romancing the Star)

## Auszeichnungen
- 1990: nominiert für den Saturn Award für ihre Rolle in Der Biss der Schlangenfrau
- 1992: Golden Globe für ihre Rolle in L.A. Law – Staranwälte, Tricks, Prozesse